# We Got the Power
«We Got the Power» és una cançó de la banda virtual de rock alternatiu Gorillaz, amb la col·laboració de l'artista Jehnny Beth, de la banda britànica Savages, i les veus addicionals de Noel Gallagher (Oasis) i el raper D.R.A.M.. Fou llançada el 23 de març de 2017 com a segon senzill del cinquè àlbum de la banda, Humanz, però amb altres tres cançons més del disc.
Aquesta cançó té un punt destacat en el fet que Albarn i Gallagher van treballar junts després de la seva antipatia pública que es va produir durant l'anomenada "Batalla del Britpop" produïda en la dècada del 1990 entre Blur i Oasis, dels quals Albarn i Gallagher n'eren els principals compositors respectivament. Inicialment, van comptar amb Gallagher i Graham Coxon, ex-company d'Albarn a Blur, per les veus addicionals del tema. Albarn no va creure que la direcció presa fou la correcta, va donar més importància a Jehnny Beth i va eliminar les veus de Coxon per rebaixar el nivell de masculinitat en la versió final.
En col·laboració amb e.on, el 26 de maig de 2017 van llançar un videoclip pel tema. Aquest mostra diverses joguines i gadgets elèctriques ballant en sintonia amb la cançó.

## Llista de cançons
Descàrrega digital
1. "We Got the Power" − 2:20